# Toni Foster
La Tonia Moselle Foster, detta Toni (Memphis, 16 ottobre 1971), è un'ex cestista statunitense, professionista nella WNBA.

## Carriera
È stata selezionata dalle Phoenix Mercury al primo giro del Draft WNBA 1997 (8ª scelta assoluta).
Ha giocato in Serie A1 con Messina.